# Kuchisake-onna 0: Biginingu
Kuchisake-onna 0: Biginingu es una película que es la primera parte de Carved y Carved 2, y es una última entrega de Kôji Shiraishi, dirigida esta vez por Kazuto Kodama en 2008. Se basa en la leyenda de la Kuchisake-onna o la mujer con la boca cortada, la cual se trata de una mujer que fue mutilada y asesinada por su esposo, convirtiéndose en un espíritu maligno que regresó para vengarse, preguntándoles a sus víctimas si es bonita los cuales serían asesinados por ella al responder.

## Sinopsis
La película gira en torno a dos hermanas, Yayoi (Mai Endo) y Misato (Mai Endo), que tienen una relación cercana y amorosa. Sin embargo, Misato siempre ha sido insegura acerca de una cicatriz facial causada por un accidente de una quemadura de una chica, por lo que decide pedir que la quiten por un cirujano plástico. En el camino a casa desde el hospital a las dos hermanas entran en una discusión, mientras caminaba por una zona boscosa y Masato se cae, y descubre un esqueleto humano. A partir de ahí Misato empieza a comportarse de forma muy extraña. Brutales asesinatos pronto se comienzan a presentar alrededor de los dos de ellos como Yayoi se empuja hasta el límite mental.

## Elenco
- Mai Endo es Yayoi
- Mai Endo es Misato

## Curiosidades
- La siguiente versión de la película es similar a la leyenda original, se trata de una mujer que es asesinada por esposo después de descubrir que le fue infiel; aunque también se dice que ella misma se rajó la boca y que fue asesinada por su esposo.
- La portada es una copia de la portada de la película coreana The Uninvited de 2003.